# Čukojevac
Čukojevac (Servisch cyrillisch Чукојевац) is een plaats in de Servische gemeente Kraljevo. De plaats telt 1204 inwoners (2002).